# Харальд Датский
Ха́ральд Кристиа́н Фредери́к (дат. Harald Christian Frederik, 8 октября 1876 — 30 марта 1949) — четвёртый ребёнок и третий сын короля Дании Фредерика VIII и его жены, принцессы Ловисы Шведской.

## Брак и дети
Харальд женился на принцессе Елене Аделаиде Шлезвиг-Гольштейн-Зондербург-Глюксбургской 28 апреля 1909 года. У них было пятеро детей:
- Феодора Луиза Каролина Матильда Виктория Александра Фредерика Йоханна (1910—1975) — вышла замуж за своего двоюродного брата принца Кристиана Шаумбург-Липпского, сына принца Фридриха Шаумбург-Липпского и Луизы Датской; имели четверых детей.
- Каролина Матильда Луиза Дагмара Кристина Мод Августа Ингеборга Тира Адельхайда  (1912—1995) — вышла замуж за своего двоюродного брата принца Кнуда Датского, второго сына короля Дании Кристиана X и Александрины Мекленбург-Шверинской; имели двух сыновей и дочь.
- Александрина Луиза Каролина Матильда Дагмара (1914—1962) — вышла замуж за графа Луитпольда Кастель-Кастель[англ.], сына графа Отто Фридриха Кастель-Кастель и принцессы Амелии Лёвенштейн-Верхайм-Фреуденбергской; имели двух дочерей и сына.
- Горм Кристиан Фредерик Ганс Харальд[англ.] (1919—1991) — женат не был, потомков не оставил.
- Олуф Кристиан Карл Аксель (1923—1990) — заключил морганатический брак с Энни Элен Доррит Мюллер и получил титул графа Розенборг; имели сына и дочь.